# Ибър (връх)
Вижте пояснителната страница за други значения на Ибър.
Ѝбър е връх в Източна Рила. Неговата височина е 2666 m. Върхът има конусовидна форма. Североизточната му част е скалиста и урвеста, с остри зъбери над циркусната тераса, където е разположено Ибърското езеро. То се оттича в река Айряндере, като под върха извира и река Голям Ибър, известна и като Чалтъка. Източната стена представлява алпийски туристически обект. Връх Ибър е изграден от кристалинни шисти и е обграден от обширни пасища. На Ибър се среща рядката и защитена в България алпийска роза Rhododendron Kotschyi.